# Брухиеви
Брухиеви (Bruchiaceae) е семейство хаплолепидни мъхове (Dicranidae) от разред Dicranales. Те имат най-голямо разпространение в регионите с умерен климат.

## История
Виктор Фердинанд Братер (през 1909 г.) включва Bruchia и Trematodon в семейство Dicranaceae (част от подсемейство Trematodontoideae). Натаниел Лорд Бритън (през 1913 г.) поставя тези два рода заедно с Pringleella в семейство Bruchiaceae.  Дейл Хадли Вит (през 1984 г.) включва Bruchia, Eobruchia и Trematodon в семейство Dicranaceae, но Pringleella и Wilsoniella са в семейство Ditrichacea. Проведени са изследвания на спори, за да се установят филогенетични връзки (Blackmore & Barnes 1987).
През 1979 г. има 4 рода: Bruchia, Pringleella, Eobruchia и Trematodon.
Към 2022 г. родовете в рамките на семейството включват:
- Bruchia
- Cladophascum
- Eobruchia
- Pringleela
- Trematodon

2 рода (Bruchia Schwägrichen и Trematodon Michaux), включващи 16 вида, се срещат в Северна Америка. В Бразилия съществуват 9 вида от семейство Bruchiaceae.